# Luboš Moravec
Luboš Moravec (10. dubna 1925 Dojetřice – červenec 2010) byl český sochař. V letech 1946 až 1953 studoval v sochařském ateliéru u profesora Josefa Wagnera na Vysoké škole uměleckoprůmyslové v Praze. Jeho manželkou byla sochařka Jana Moravcová. Tvořil i pro architekturu. Zde k jeho realizacím patří plastika Letící múza (1966) před budovou městského divadla ve Zlíně, cínové reliéfy u vchodu do hotelu Kupa na pražských Hájích (1979), sousoší Rodina (1982) v areálu 3. základní školy Cheb na Malém náměstí či plastika Volavky (1988) umístěná před budovou základní školy Brdičkova v pražských Stodůlkách, kterou realizoval se svojí ženou.

## Galerie

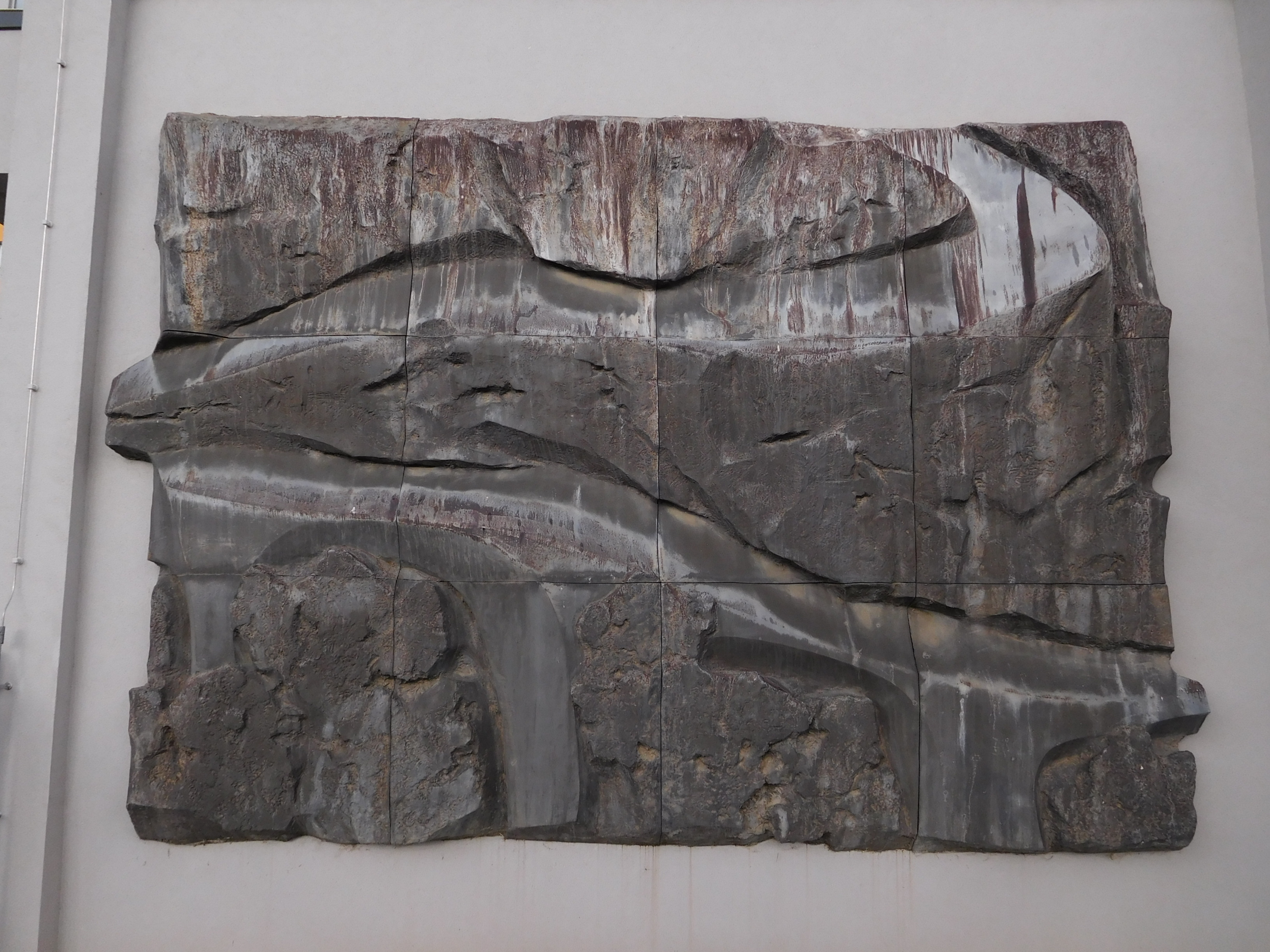
Reliéf u vstupu do Hotelu Kupa, Kupeckého 6, Praha 11
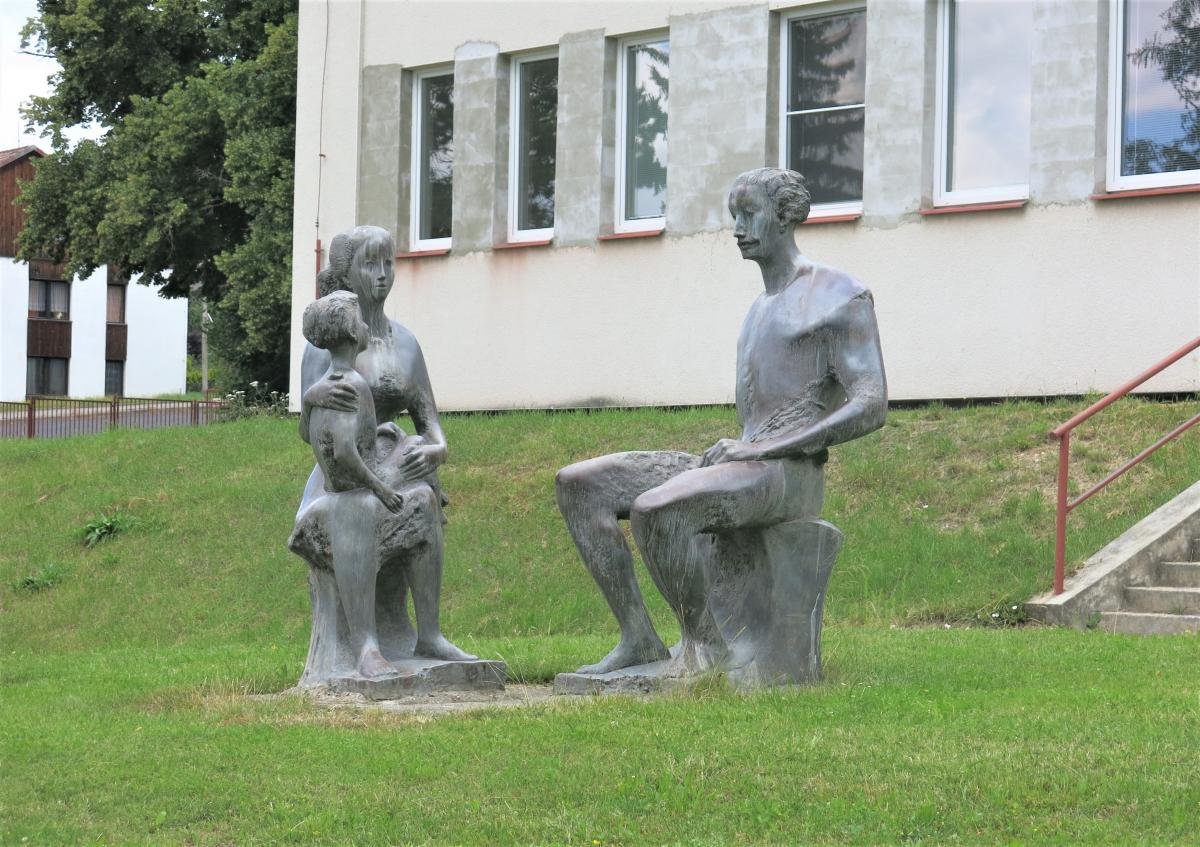
Sousoší Rodina v Chebu
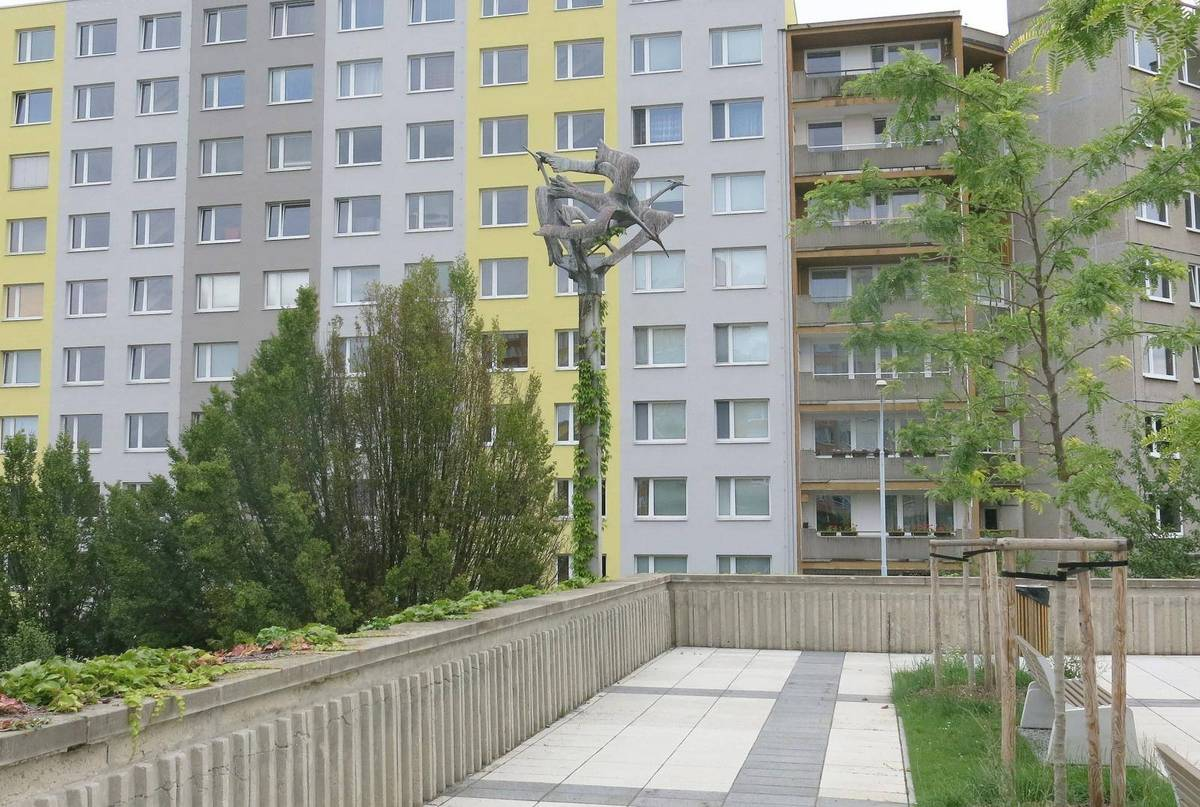
Plastika Volavky v pražských Stodůlkách
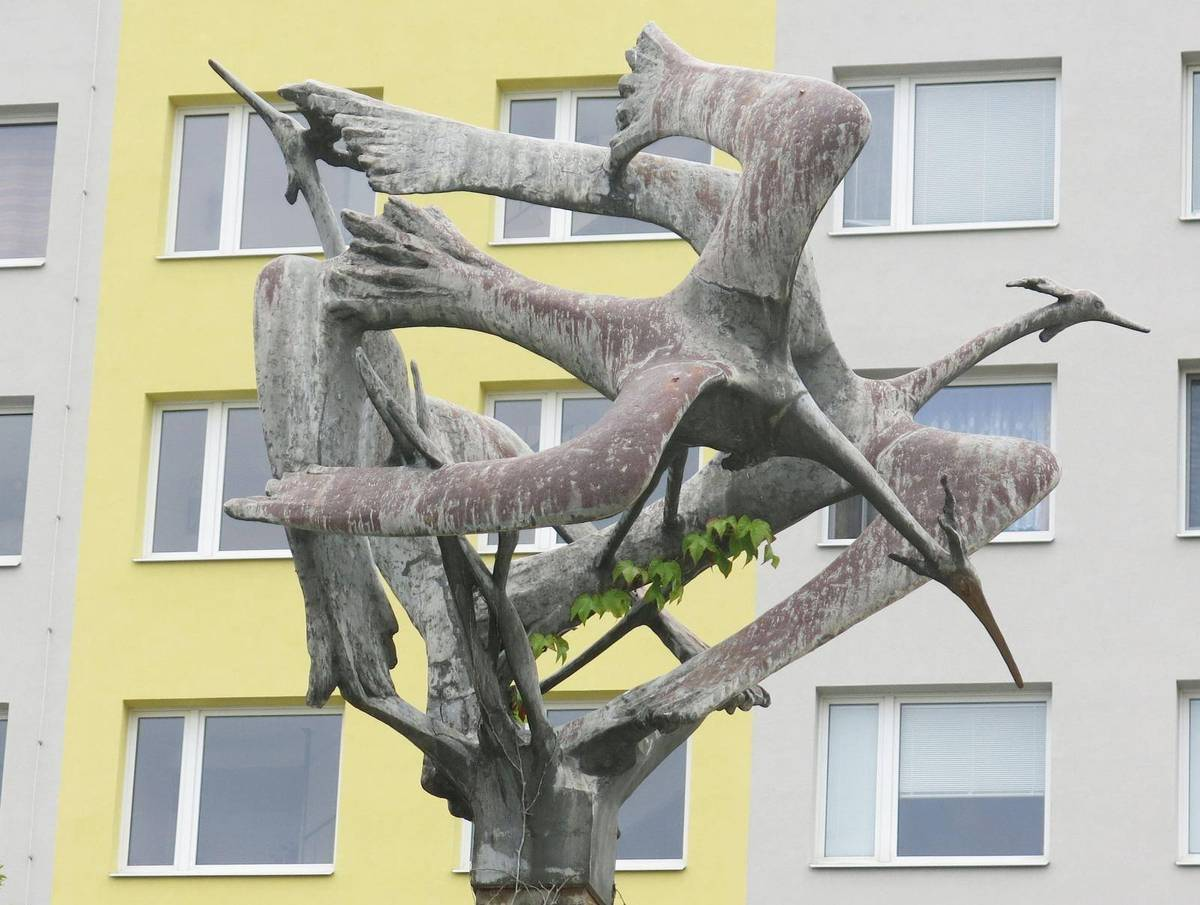
Detail Volavek